# 망누손 부인 크리스티나 공주
망누손 부인 크리스티나 공주(Princess Christina, Mrs. Magnuson, 1943년 8월 3일 ~ )는 스웨덴 왕실의 일원이다. 그녀는 베스테르보텐 공작 구스타프 아돌프 왕자와 지빌라 폰 작센코부르크고타 공녀의 사녀이자 칼 16세 구스타프의 넷째 누나이다. 